# Utiliteitsbouw
Utiliteitsbouw beslaat alle bouwwerken die geen woonbestemming hebben. Enkele voorbeelden:
- Gebouwen om in te werken zoals fabrieken, kantoren, scholen en opslagruimtes.
- Gebouwen voor commerciële dienstverlening zoals winkels en garages.
- Verzorgingsinstellingen zoals ziekenhuizen.
- Recreatievoorzieningen zoals bioscopen, vakantieoorden en sportgebouwen.
- Nutsvoorzieningen zoals energiecentrales en rioolwaterzuiveringsinstallaties.

Andere specifieke vormen van bouw zijn bijvoorbeeld woningbouw en hoogbouw.